# Cecidomyia leucopeza
Cecidomyia leucopeza är en tvåvingeart som först beskrevs av Johann Wilhelm Meigen 1830.  Cecidomyia leucopeza ingår i släktet Cecidomyia och familjen gallmyggor.
Artens utbredningsområde är Tyskland. Inga underarter finns listade i Catalogue of Life.